# Вистемп (Мазовецьке воєводство)
Вистемп (пол. Występ) — село в Польщі, у гміні Сецехув Козеницького повіту Мазовецького воєводства.
Населення — 100 осіб (2011).
У 1975-1998 роках село належало до Радомського воєводства.

## Демографія
Демографічна структура станом на 31 березня 2011 року:
|          | Загалом | Допрацездатний вік | Працездатний вік | Постпрацездатний вік |
| -------- | ------- | ------------------ | ---------------- | -------------------- |
| Чоловіки | 44      | 11                 | 31               | 2                    |
| Жінки    | 56      | 12                 | 33               | 11                   |
| Разом    | 100     | 23                 | 64               | 13                   |